# Elwendia hissarica
Elwendia hissarica är en växtart i släktet Elwendia och familjen flockblommiga växter.
Arten förekommer i Tadzjikistan och Uzbekistan i Centralasien. Den beskrevs först av Jevgenij Korovin och fick sitt nu gällande namn av Michail Pimenov och Jevgenij Kljujkov.